# Itawamba County
Itawamba County är ett administrativt område i delstaten Mississippi, USA. År 2010 hade countyt 23 401 invånare. Den administrativa huvudorten (county seat) är Fulton. 

## Geografi
Enligt United States Census Bureau så har countyt en total area på 1 399 km². 1 378 km² av den arean är land och 21 km² är vatten. 

### Angränsande countyn
- Tishomingo County - nordost
- Franklin County, Alabama - öst
- Marion County, Alabama - sydost
- Monroe County - syd
- Lee County - väst
- Prentiss County - nordväst

### Städer och samhällen
- Cities
  - Fulton

- Towns
  - Mantachie
  - Tremont